# Saint-Édouard-de-Maskinongé
Saint-Édouard-de-Maskinongé es un municipio canadiense situado en la provincia de Quebec.

## Superficie
Saint-Édouard-de-Maskinongé tiene una superficie de 52,82 km².

## Demografía
En 2021, tenía 798 habitantes, una densidad poblacional de 15,1 hab./km², y 402 viviendas.